# Hampden (Maine)
Hampden è un comune degli Stati Uniti d'America, situato nello Stato del Maine, nella contea di Penobscot.